# ستانيس باراثيون
ستانيس باراثيون (بالإنجليزية: Stannis Baratheon) هو شخصية خيالية في سلسلة أغنية الجليد والنار من روايات الخيال الملحمي للمؤلف الأمريكي جورج ر. ر. مارتن، والنسخة التلفزيونية صراع العروش، وهو الابن الثاني لستيفون باراثيون، سيد نهاية العاصفة، وزوجته ليدي كاسانا إسترمونت، وشقيق الملك روبرت ورينلي. هو لورد دراجونستون وأحد المطالبين بالعرش الحديدي بعد وفاة شقيقه الأكبر. غالبًا ما تعرقلت أهداف ستانيس بسبب افتقاره إلى القوة والموارد، بسبب عدم شعبيته بين العائلات النبيلة الأخرى. ما يضطره إلى الاعتماد على مشورة الكاهنة الأجنبية ميليساندر ومساعده المهرب دافوس سيوورث، الذي أصبح فيما بعد معاون الملك. غالبًا ما يعاني ستانيس للهروب من ظل شقيقيه الأكثر جاذبية، خصوصًا روبرت.
مع أنه ذُكر لأول مرة سنة 1996 في رواية لعبة العروش، ظهر ستانيس في صدام الملوك (1998) وعاصفة السيوف (2000) ورقصة مع التنانين (2011). إذ نشر مارتن عينة من فصل رياح الشتاء الذي لم يكن مكتملًا بعد، ويُروى من وجهة نظر ثيون جريجوي، الذي أكدت عودة ستانيس في الكتاب السادس.
جسّد شخصية ستانيس الممثل الإنجليزي ستيفن ديلان في النسخة التلفزيونية من الروايات، وقد حصل على إشادة نقدية كبيرة لأدائه. ستانيس شخصية مثيرة بين محبي الكتاب والمسلسل التلفزيوني على حد سواء، ويتمتع بشعبية كبيرة لتفانيه في العدالة، وكذلك لموقفه المعارض دون هوادة تجاه العرش الحديدي. وقد اكتسب اهتمامًا خاصًا بسبب الاختلافات في وصف شخصيته بين الروايات والعرض، خاصةً خلال الموسم الخامس.

## وصف الشخصية
ستانيس باراثيون هو الأخ الأصغر للملك روبرت والأخ الأكبر لرينلي. يُصوَّر أنه رجل كئيب ومتحفظ وقاسي المشاعر، لكنه عادل ويؤدي واجبه، وغالبًا ما يكون سلوكه سيئًا مقارنةً بأخويه الأكثر جاذبية. يشتهر قائدًا عسكريًا ماهرًا وذكيًا. مع أنه يظهر في البداية عنيدًا للغاية وغير مرن، يُظهر لاحقًا بعض القدرة على استخدام الدبلوماسية والخداع لتحقيق أهدافه.

### الخلفية
وُلِد ستانيس ثاني أبناء ستيفون باراثيون وكاسانا إسترمونت الثلاثة، في شبابه كان يعيش باستمرار في ظل شقيقه الأكبر روبرت. عندما كان ستانيس في الرابعة عشرة من عمره، شهد وفاة والديه في تحطم سفينة قبالة ساحل قلعة هاوس باراثيون أوف ستورمز إند، ما جعله يفقد إيمانه بالآلهة السبعة.
خلال تمرد روبرت، يتولى المراهق ستانيس قيادة ذا ستورمز إند في غياب روبرت، لكن يحاصره مايس تيريل وباكستر ريدوين في أفضل جزء من العام. يحمي ستانيس تابعيه من المجاعة بفضل المهرب دافوس سيوورث، الذي يتهرب من الحصار الذي فرضه أسطول ريدواين كي يجلب لجنود باراثيون شحنات من البصل والسمك. عندما يصل إدارد ستارك لرفع الحصار، يجعل ستانيس دافوس محاربًا مكافأةً على مساعدته، لكنه يصر أيضًا على قطع أربعة أصابع من يد دافوس عقابًا على سنوات تهريبه غير القانوني، ويوافق دافوس على ذلك بشرط أن يزيل ستانيس الأصابع بنفسه. يُكلَّف ستانيس لاحقًا ببناء أسطول ملكي جديد للهجوم على دراجونستون والاستيلاء على الجزيرة، لكنه يصل ويجد أن أبناء آيريس تارجارين: فيسيريس والمولود الجديد دينريس قد فرّا. روبرت يسمي ستانيس لورد دراجونستون، ما يمنحه السيطرة على جزر خليج بلاك ووتر وشبه جزيرة ماسي هوك القريبة، لكن ستانيس يشعر بالضعف، إذ يُطلق على شقيقهم الأصغر رينلي لقب سيد ستورمز إند، ما يمنحه السيطرة على أراضي العاصفة بأكملها. ربما لأن روبرت كان يتبع عادة منح دراجونستون لوريث الملك، لكن ستانيس عدّها إهانة.
بعد عدة سنوات، تزوج ستانيس ليدي سيليس فلورنت، لكن روبرت يدنس زفافهما بإفقاد سينيس -قريبة سيليس- عذريتها، ما يُعَد إهانةً لستانيس. ينجب ستانيس وسيليس ابنة واحدة، شيرين، التي تموت في سن الطفولة بعد أن أصيبت بمرض جلدي جعلها مشوهة. ستانيس، الذي يُدعى روبرتس ماستر أوف شيبس، يدمر الأسطول الحديدي تحت قيادة فيكتاريون جريجوي في فير آيل خلال تمرد جريجوي ويقود غزو جريت ويك، أكبر جزر الحديد، ما يُكسِب سيرته العسكرية المزيد من الأهمية.
في بداية الرواية الأولى لعبة العروش، يشك ستانيس في أن أطفال روبرت من سيرسي لانستر ليسوا أطفاله بالفعل، ويكشف عن شكوكه لمعاون الملك اللورد جون أرين. يكتشف الاثنان العديد من أطفال روبرت اللقطاء في كينغز لاندنج، ويبدؤون بجمع الأدلة، قبل وفاة جون المفاجئة.

### المظهر والشخصية
كثيرًا ما يوصف ستانيس بأنه رجل ضخم وخطير يتفوق على الآخرين، مثل دافوس سيوورث وجون سنو، وهي صفة مشتركة لآل باراثيون. يفتقر ستانيس إلى الشعر الأسود الطويل الذي يتمتع به إخوته، فهو أصلع مع لحية سوداء. يوصف وجهه بأنه «ضيق مثل جلد الحيوانات» بخدين أجوفين. وتصف آشا جريجوي عينيه بأنهما «حفر عميقة ومغمورة»، مع تحديقة تشير إلى «ضراوة حديدية».
أبرز سمات ستانيس هي سلوكه المتجهم، وعناده الذي لا يلين، وإحساسه القوي بالواجب والعدالة الذي أكسبه شهرةً في جميع أنحاء ويستروس. نادرًا ما يغفر حتى لو كانت الأخطاء طفيفة. علق جون سنو ذات مرة على أن «ستانيس باراثيون إذا أصابته مصيبة كان مثل كلب الدرواس الضخم مع عظمة، كان يقضمها إلى شظايا». وهو قائد مشهور وبحار ومحارب، مع أنه مخطط أفضل من كونه مقاتلًا. يشتهر ستانيس بقسوته وعدم براعته في المواقف الاجتماعية ولا يشعر بالراحة في وجود النساء، متضمنةً زوجته. يكره بيوت الدعارة وحاول من قبل حظرها في كينغز لاندنج، ما جعله لا يحظى بشعبية بين الصغار هناك. يرتدي ملابس داكنة بوضوح ونادرًا ما يُرى دون سيف أو خنجر. يعاني ستانيس من المرارة بسبب قلة الاحترام والعاطفة التي أظهرها شقيقه الأكبر الملك روبرت، وحتى في مرحلة الطفولة وصفه معلم عائلة باراثون بأنه «أقل من تلقى الحب بين الإخوة الثلاثة. الطفل الهادئ والمتجهم ينضج في سن مبكرة». ستانيس ملحد، رغم الادعاءات بأن الكاهنة الحمراء ميليساندر خدعته.
مع أن ستانيس يعاني نقص الدعم والموارد خلال حرب الملوك الخمسة، فإنه كثيرًا ما يصفه خصومه -ومن ضمنهم تايوين لانستر- بأنه أخطر المطالبين بالعرش. إذ يتميز بسعيه الجريء الذي لا هوادة فيه للعدالة والواجب، ويصفه فاريس بأنه: «الأحق في مطالبته بالعرش، فهو معروف ببراعته قائدًا للمعركة، وهو بلا رحمة تمامًا، لا يوجد مخلوق على الأرض أكثر هيبةً منه».

## الروايات

شعار النبالة الشخصي الخاص بستانيس باراثيون

ستانيس ليس شخصية أساسية في الروايات، لذلك تُشاهَد أفعاله وتُفسر من خلال وجهة نظر الآخرين، غالبًا دافوس سيوورث وجون سنو، ثم لاحقًا آشا وثيون غريجوي.

### لعبة العروش
عندما يسافر روبرت إلى ونترفل لتعيين إدارد معاونه الجديد، يذهب ستانيس إلى دراجونستون مع قواته، متضمنةً معظم جنود البحرية الملكيين. يشكك ستانيس في تورط سيرسي في وفاة جون. تبين لاحقًا أن الجاني الحقيقي كانت زوجة جون -ليزا- التي أقنعها عشيقها بيتر بيليش بتسميم زوجها. يواصل إدارد التحقيق مع ستانيس وجون، ويكتشف أن أطفال سيرسي هم نتاج علاقتها مع شقيقها التوأم جايمي لانستر. بعد وفاة روبرت، يحاول إدارد استبدال وريث روبرت المفترض جوفري باريثيون بستانيس، لكنه يخسر الصراع السياسي ضد آل لانيستر ويُعدَم.

### صدام الملوك
يتأثر ستانيس بالكاهنة الحمراء ميليساندر، التي تعتقد أن ستانيس هو تجسيد آزور أهاي، شخصية دينية حسب عقيدتها. يعلن ستانيس نفسه الملك الحقيقي الوحيد، ومع ذلك، فإن معظم تابعي عائلة باراثيون يدعمون أخاه الأصغر والأكثر جاذبية رينلي، ومن ضمنهم عائلة هاوس تيريل القوية، بسبب زواج رينلي بمارجري تيريل. يحاول ستانيس التفاوض مع رينلي، ما يتيح له الفرصة ليصبح وريثًا له، يرفض رينلي العرض، ويخطط لقتل ستانيس في اليوم التالي. يُقتل رينلي لاحقًا بيد ظل تستحضره ميليساندر باستخدام قوة روح ستانيس. يُقسم أكثر أتباع رينلي بالولاء لستانيس، مع أن آل تيريل يدعمون آل لانستر بسبب عرضهم أن تتزوج مارجري بجوفري.
يهاجم ستانيس كينغز لاندنج من طريق البحر، لكن العديد من رجاله يقتلون عندما يشعل تيريون لانيستر حريقًا في نهر بلاكووتر. وتقترب قوات ستانيس من النصر تقريبًا، لكن تعزيزات لانستر وتيريل تصل في الوقت المناسب لدفع رجال ستانيس بعيدًا عن كينغز لاندنج. ومع ذلك، فإن رولاند ستورم، لقيط نايتسونغ، يقود قواته جيدًا بما يكفي حتى يتمكن ستانيس من الفرار إلى ونترفل لمواجهة بولتونز، الذين انضم إليهم رجال آرنولف كارستارك ومورس أمبر (أحد قاطعي لاست هيرث)، لكن خيامهم تحاصرها الثلوج الثقيلة ما يجبرهم على التوقف عند قرية كروفتر على بعد ثلاثة أيام من وينترفيل. يتلقى جون سنو رسالة من رامزي بولتون يزعم فيها أن ستانيس قد هُزم وقتل. لا نعرف مدى صحة الرسالة، لكن مارتين أكد للقراء سنة 2015 أن ستانيس لا يزال على قيد الحياة.